# Fettsteuer
Eine Fettsteuer ist eine Verbrauchsteuer auf bestimmte Fette in Lebensmitteln. In einem weiteren Sinn werden als Fettsteuern Steuern auf dick machende Lebensmittel und Getränke bezeichnet.  Auch Abgaben, die von Menschen wegen ihrer Adipösität erhoben werden, wurden unter dem Begriff subsumiert. Mit Fettsteuern werden neben fiskalischen Zwecken vor allem wirtschafts- und gesundheitspolitische Lenkungsziele verfolgt. Angesichts zunehmender Adipositas und deren Nebenwirkungen werden Fettsteuern als Instrument diskutiert, das Anreize für eine gesündere Ernäherung setzen soll. Eine systematische Auswertung der Wirkung höherer Lebensmittelpreise lieferte Indizien, dass die Besteuerung ungesunder Lebensmittel deren Konsum tatsächlich verringert.

## Deutschland
Am 13. April 1933 trat im Deutschen Reich die Verordnung über die Erhebung einer Ausgleichsabgabe auf Fette in Kraft. Sie führte eine Fettsteuer ein, die pflanzliche Fette, vor allem Margarine, verteuerte. Die Verbraucher sollten mehr Butter und Schmalz konsumieren. Diese Fettsteuer zielte vor allem auf eine Förderung der deutschen Landwirtschaft. Im Jahr 1941 wurde die Fettsteuer wieder aufgehoben. Mit der Steuer sollte der für die Margarineherstellung erforderliche Rohstoffimport verringert und die sogenannte Fettlücke – der Mangel an Fetten und Ölen im Deutschen Reich – verringert werden.
In neuerer Zeit werden eine Fettsteuer und besonders eine Zuckersteuer (oder gemeinsame Abgaben auf beides) im Zusammenhang mit dem Gesundheitsschutz diskutiert. Auch eine Fleischsteuer wird gelegentlich ins Gespräch gebracht, hier liegt aber der Fokus primär auf eine nachhaltigere Landwirtschaft mit geringerem Flächenverbrauch.

## Dänemark
Die Fettsteuer war in Dänemark vom 1. Oktober 2011 bis 31. Dezember 2012 in Kraft.

### Gesetzgebungsprozess
Die Steuer war weltweit die erste ihrer Art und wurde am 17. März 2011 vom Folketing, dem dänischen Parlament, mit großer Mehrheit beschlossen. Alle Parteien außer der Liberal Alliance votierten für die Gesetzesvorlage; die Abgeordneten der Enhedslisten enthielten sich der Stimme.

### Inhalte und Debatte
Pro Kilogramm gesättigte Fettsäuren fielen 16 dänische Kronen (ca. 2,15 Euro) an Fettsteuer an. Betroffen waren Lebensmittel mit einem Anteil an gesättigten Fettsäuren von über 2,3 Prozent. Auch auf Waren, die nach Dänemark eingeführt wurden, wurde die Abgabe erhoben. Dagegen entfiel die Steuer für Produkte, die Dänemark ins Ausland exportierte. Einige Lebensmittel wie Vollmilch oder Fisch waren von der Steuer befreit. Für Butter, Schlagsahne oder Geflügel musste die Abgabe dagegen entrichtet werden. Die Bestimmungen regelte das „Gesetz über die Besteuerung gesättigter Fette in gewissen Lebensmitteln“ (Lov om afgift af mættet fedt i visse fødevarer).
Die Erhebung der Steuer führte dazu, dass ein halbes Pfund Butter oder ein halber Liter Schlagsahne 30 bis 35 Cent oder knapp 20 Prozent teurer wurde. Sie sollte die Dänen zu einer gesünderen Ernährung veranlassen. Daneben sorgte die Steuer nach Berechnungen des Steuerministers Troels Lund Poulsen für zusätzliche Staatseinnahmen in Höhe von 1,5 Milliarden Kronen (ca. 200 Millionen Euro) jährlich.
Der Verabschiedung des Gesetzes ging eine leidenschaftliche Debatte in Dänemark voraus. Die dänische Lebensmittelbranche befürchtete, dass viele Verbraucher in Zukunft Waren von minderer Qualität oder aus dem Ausland einkaufen werden. Dies würde Arbeitsplätze in Dänemark gefährden. Der größte dänische Produzent von Molkereiprodukten, Arla Foods, rechnete mit einem Umsatzrückgang von 125 Millionen Kronen. Der dänische Industrieverband beklagte in Zusammenhang mit der Fettsteuer einen Anstieg der Bürokratie, da nicht nur das Fett in den Lebensmitteln selbst ermittelt werden müsse, sondern auch das bei der Zubereitung benutzte Fett, etwa Frittieröl. Ernährungsexperten kritisierten, dass nun auch Lebensmittel teurer werden, deren Konsum trotz eines hohen Fettgehalts empfehlenswert sei, wie Nüsse oder Olivenöl. Die Vereinigung der Margarineproduzenten bezeichnete die Ausnahmeregelungen für z. B. Vollmilch als „willkürlich“ und zeigte den dänischen Staat bei der EU-Kommission wegen des Verstoßes gegen die Konkurrenzgesetzgebung und die Behinderung des freien Warenverkehrs an.

### Wirkungen und Abschaffung
Die Steuer führte zu einer Erhöhung der Verbraucherpreise. Analysen der Absatzzahlen der von der Steuer betroffenen Produkte kamen zu unterschiedlichen Ergebnissen: Einer Untersuchung zufolge sank ihr Verkauf um 10–15 %, eine andere kam zu dem Ergebnis, dass er um 0,9 % zurückging. Die Absätze ließen darauf schließen, dass die Verbraucher 4,2 % weniger gesättigte Fette durch den Konsum von Hackfleisch zu sich nahmen und 5,2 % weniger durch den von Sahne, während der Verzehr von saurer Sahne zu einer Mehreinnahme von gesättigten Fetten in Höhe von 0,5 % geführt habe.
Beklagt wurden hohe Verwaltungskosten bei den Produzenten. Ein Anwachsen des Einkaufstourismus führte zu einem Abfluss an Kaufkraft. Viele Dänen kaufen am Wochenende in den deutschen Einkaufszentren nahe der dänischen Grenze, wie dem Scandinavian Park in Handewitt, oder der Grenzhandelsmeile am Industrieweg in Harrislee, sowie bei den zahlreichen kleineren Grenzhändlern ihre Lebensmittel ein. Diese Grenzhändler haben sich durch Dänisch sprechendes Personal und andere Maßnahmen auf die kaufkräftigen dänischen Grenztouristen spezialisiert.
Gegner der Steuer führten die Gefährdung von Arbeitsplätzen in Dänemark als Argument an. Dieses Argument konnte empirisch nicht erhärtet werden.
Zum 1. Januar 2013 wurde die Fettsteuer wieder abgeschafft.

## Mexiko
In Mexiko ist der Anteil fettleibiger Menschen besonders hoch. Um dem entgegenzuwirken, wurde im Jahr 2014 eine landesweite Steuer in Höhe von 8 % auf Nahrungsmittel mit besonders hoher Energiedichte eingeführt. Es handelt sich also um eine Fettsteuer im weiten Sinn. Die Steuer wird auf Lebensmitteln aus den Kategorien Snacks, Süßigkeiten, butterartige Aufstriche aus Nüssen und Zerealien mit einem physiologischen Brennwert von mehr als 275 kcal pro 100 g erhoben. Zugleich wurde eine Steuer in Höhe von 10 % auf zuckerhaltige Erfrischungsgetränke eingeführt.
Die Lebensmittelindustrie überwälzte die Steuer fast vollständig an die Verbraucher. Der Kauf der betroffenen Produkte sank im ersten Jahr nach der Einführung um 5-3 %, besonders in Haushalten im Süden des Landes, im städtischen Raum und in Familien mit Kindern. Wissenschaftler bezeichneten die Steuern als effektives Instrument, um den Kauf der besteuerten Produkte zu reduzieren.